# Josef Protiva
Josef Protiva (4. února 1937 Černiv – 18. února 2017 Praha) byl český novinář, scenárista a režisér.

## Život
Od roku 1964 působil v Československé a poté v České televizi.
Znám je zejména svým televizními dokumenty, které portrétují významné české osobnosti z řad politiků, umělců nebo novinářů. Mezi portrétované osobnosti patřili T. G. Masaryk (1990 – Dny všední a sváteční), Jiří Ješ, Ferdinand Peroutka, Bohuslav Reynek, Vladimír Preclík, Kamil Lhoták, František Pavlíček, Jan Vladislav nebo Josef Čapek.
Patřil mezi skupinu lidí, která v 90. letech 20. století pomohla založit Cenu Ferdinanda Peroutky.
V roce 1998 byl zvolen předsedou Společnosti bratří Čapků a tuto funkci vykonával až do roku 2008.
Zemřel 18. února 2017 v Praze.